# Blastobasis parki
Blastobasis parki é uma espécie de mariposa do gênero Blastobasis pertencente à família Coleophoridae.